# Tobias Schimmelbauer
Tobias Schimmelbauer (* 1. Juli 1987 in Wiesbaden, Deutschland) ist ein deutscher Handballspieler. Seine Körpergröße beträgt 1,99 m.

## Karriere
Mit der SG Wallau/Massenheim wurde Schimmelbauer 2005 deutscher A-Jugend-Meister. Später gelang ihm dort der Sprung in die erste Mannschaft. Ab 2009 spielte er in der HSG FrankfurtRheinMain, die aus einem Zusammenschluss der SG Wallau und der TSG Münster bestand. Im Sommer 2010 kam der links Außenspieler zum TV Bittenfeld und hat sich mit diesem 2011 für die eingleisige 2. Bundesliga qualifiziert. 2012 gewann Schimmelbauer mit der Wettkampfgemeinschaft Stuttgart unter Rolf Brack als Trainer in Leipzig die Deutsche Hochschulmeisterschaft. Mit dem TV Bittenfeld stieg er am Ende der Saison 2014/15 in die Bundesliga auf. Ab der Saison 2015/16 spielte Schimmelbauer mit dem nun unter dem Namen TVB 1898 Stuttgart antretenden Verein in der Bundesliga. Nach der Saison 2018/19 wechselte er zum Zweitligisten Handball Sport Verein Hamburg. Mit dem Handball Sport Verein Hamburg stieg er 2021 in die Bundesliga auf. Sein Vertrag wurde nicht über 2023 hinaus verlängert. Daraufhin schloss er sich dem Oberligisten HSG Breckenheim Wallau/Massenheim an.
Aktuell nimmt Schimmelbauer an einem Trainer-Lehrgang für die C- und B-Lizenz teil.

## Sonstiges
Schimmelbauer hat ein Studium der Sportwissenschaft absolviert und ist bei Kärcher, dem Hauptsponsor des TVB 1898 Stuttgart, beschäftigt.
Schimmelbauer ist verheiratet.